# Buldogue francês
O buldogue francês[Nota] (em francês:  Bouledogue Français) é uma raça de cão de companhia, do tipo buldogue, de pequeno porte, oriunda da França.

## História
O buldogue Francês, que conhecemos, é o produto de diferentes cruzamentos feitos por criadores nos bairros populares de Paris no ano de 1880. Sua história está ligada a marginalização britânica que sofreu durante o século XIX. Naquela época o buldogue existia em apenas um tamanho na Grã-Bretanha, já que os exemplares nascidos menores eram rejeitados. Levados à França, estes pequenos encontraram maior liberdade para se desenvolverem. Foram criados primeiramente para caçarem ratos, mas após figurarem em pinturas de DegasToulouse-Lautrec, tornaram-se populares inclusive na Inglaterra.   De personalidade dita entusiástica e travessa, tornou-se um canino da moda, bem como o principal companheiro de cocheiros e açougueiros. Fisicamente pode atingir os 31 cm e pesar 12,5 kg. Sua pelagem é bastante curta, grossa e de aspecto brilhante, podendo ainda apresentar-se em quatro diferentes cores: fulvo, malhado, vermelho tigrado e preto tigrado. Entre seus principais problemas de saúde estão os oculares e respiratórios (braquicefalia), que o tornam um cão de cuidados caros; e o superaquecimento, sendo então recomendada atenção especial para água.

## Legislação
Nos Países Baixos uma lei foi aprovada em 2014 a respeito de criação de cães braquicefálicos. Esta lei neerlandesa proíbe a criação de cães com focinhos muito curtos ou achatados, estabelecendo que os cães devem ter no mínimo o focinho acima de um terço (33%) do comprimento do crânio, e, outras exigências sobre abertura de nariz, profundidade de focinho, sons da respiração, pálpebras, produção de lágrimas, pigmentação da córnea, etc. Além disso, estão sendo implementados testes de desempenho físico para reprodutores. Cerca de vinte raças serão proibidas de se reproduzir se não se adequarem as exigências, entre elas o buldogue francês. A medida foi estabelecida visando melhorar a saúde da população canina, diminuindo problemas causados por traços físicos exagerados das criações modernas, a exemplo do focinho achatado causador de problemas respiratórios. Para se adequarem, alguns criadores estão realizando cruzamentos com outras raças para aumentar o focinho dos cães.
Algumas companhias aéreas recusam o transporte de cães braquicefálicos (cães com focinho achatado), devido ao alto risco de óbito em decorrência de problemas respiratórios, como super aquecimento, que estes cães tem mais tendência a apresentar.

## Manutenção e tratamento
Os buldogues franceses pertencem às raças não grandes de cãos. Igualmente como qualquer outra raça, necessitam uma alimentação equilibrada. Podem ser propensas a alergias alimentares e necessitam uma escolha cuidadosa da ração tanto de comida comercial como natural. 
Os buldogues franceses são propensas a certos problemas com saúde, os quais os proprietários podem evitar durante o cuidado devido. Primeiro, os buldogues franceses não têm uma necessidade forte de exercícios físicos, mas de todos os modos seriam necessários os passeios diários. Já que os buldogues franceses referem-se à categoria de cãos com “focinho plano”, deve-se evitar os exercícios intensivos que causam no animal uma respiração difícil. É preciso observar especialmente esta regra no tempo quente. É recomendado pesar o cão e observar as mudanças na aparência externa do animal para notar a tempo e resolver o problema possível de obesidade.
Os buldogues franceses suportam mal o calor por causa de estrutura braquicefálica do focinho. Em caso de temperatura alta necessitam os meios adicionais de esfriamento (aparelho de ar condicionado, toalha úmida; manta de resfriamento; quantidade suficiente da água). Os buldogues franceses tampouco são adaptados para o frio e necessitam uma roupa de abrigo. Não são destinados para a manutenção na rua ou em anexo de manter animais.
Os buldogues franceses de pêlo curto necessitam o tratamento de pêlo apenas nos períodos de muda. É necessário observar a dobra de pele no focinho, ela debe ser sempre limpa e seca para evitar a acumulação da umidade e aparecimento da dermatite. Como para maioria dos cãos, os buldogues franceses precisam algum tempo para se lavar, mas a maior parte do tempo deveria ser suficiente para se pentear, para que o óleo para o pêlo se distribua regularmente e conserve o brilho natural.
O Clube estadounidense de canicultura aponta que os buldogues franceses devem passar o exame de saúde para detetar a displasia da articulação do quadril, obter a avaliação de vista e fazer o exame cardiológico, já que podem ter problemas com saúde nestas regiões.

## Galeria

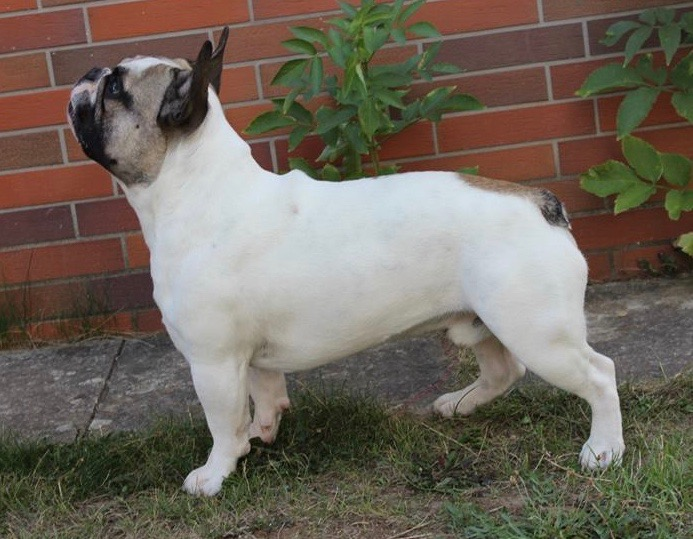
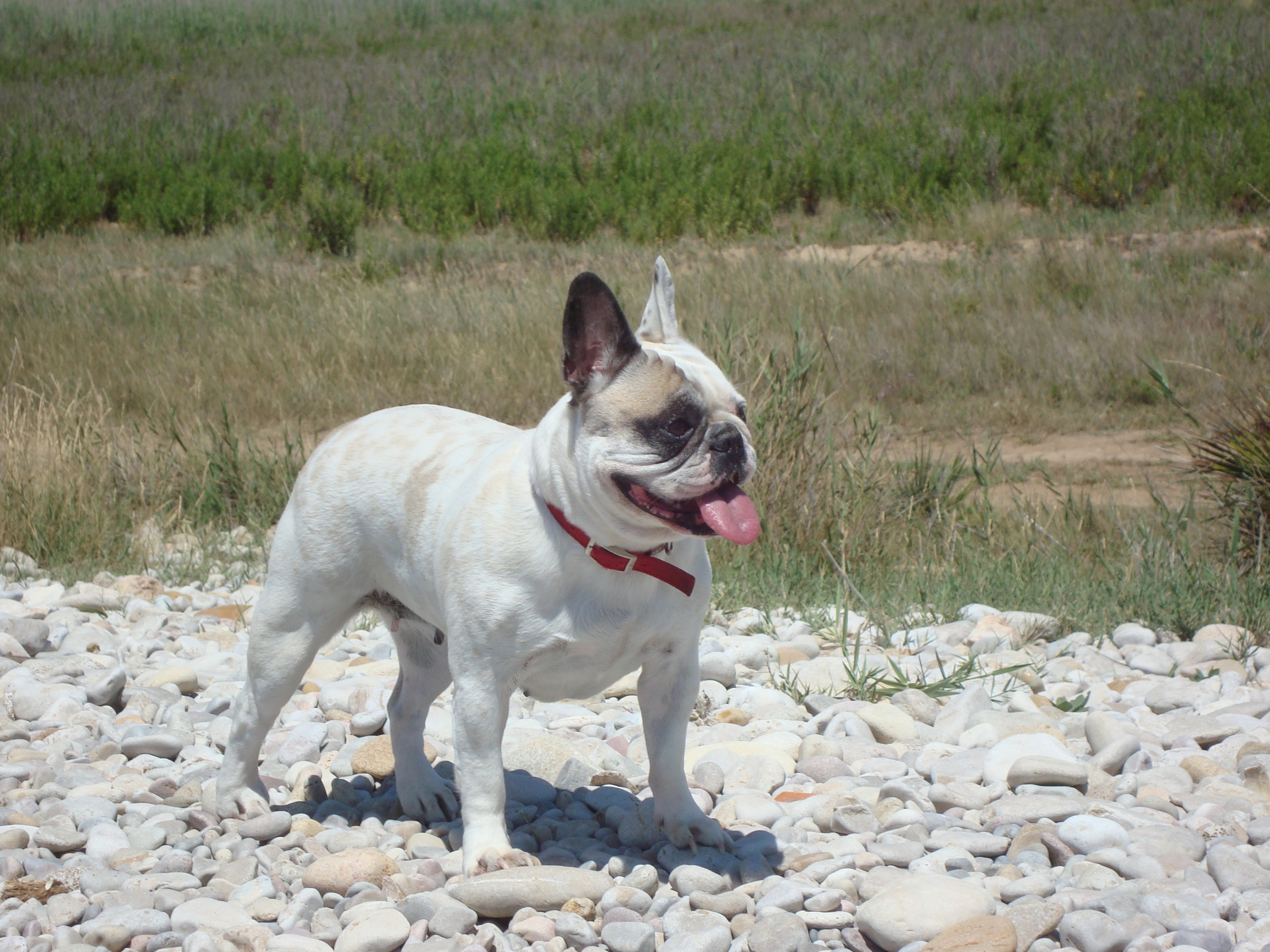
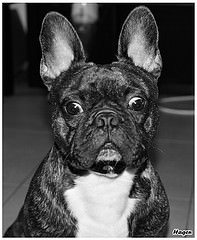
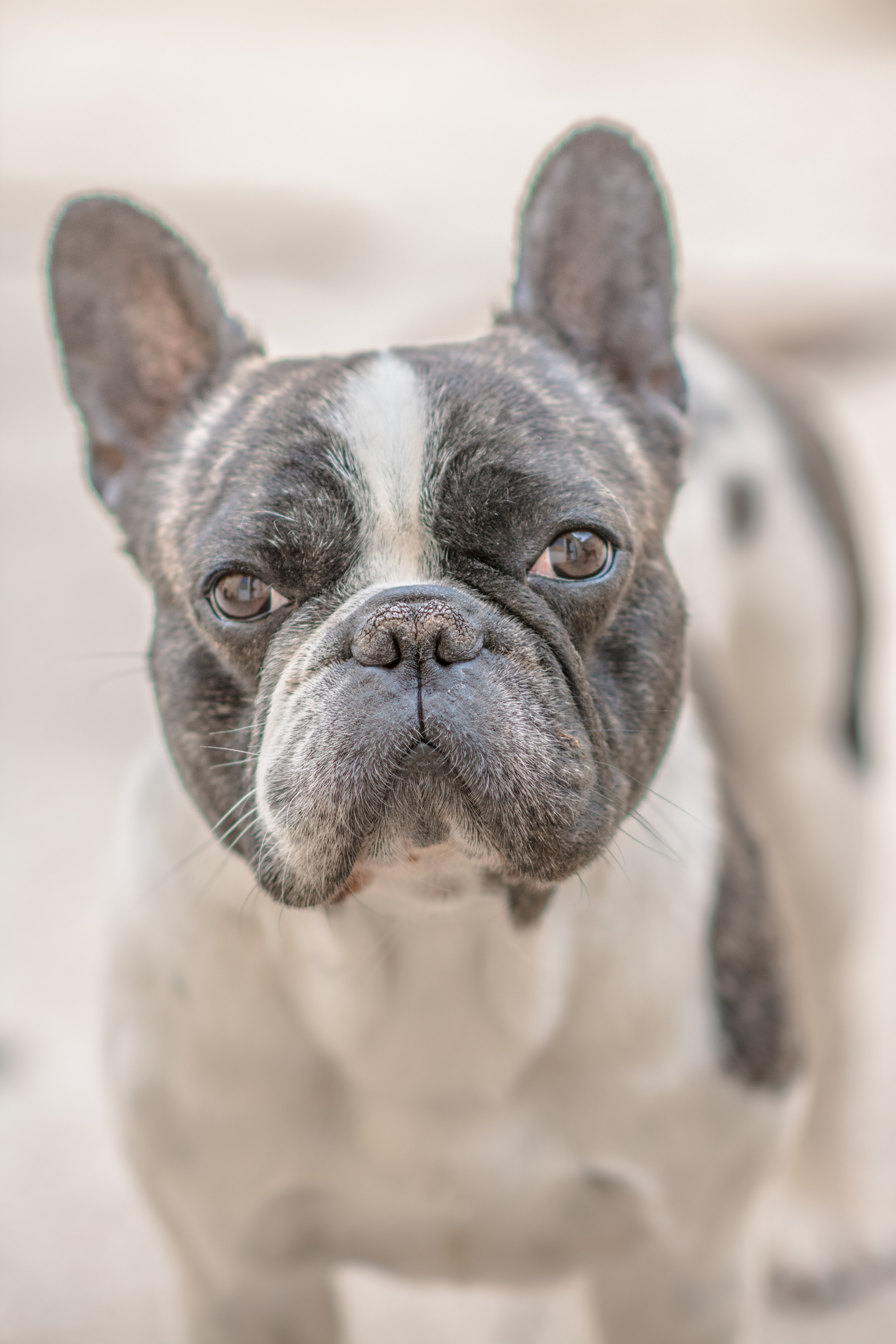
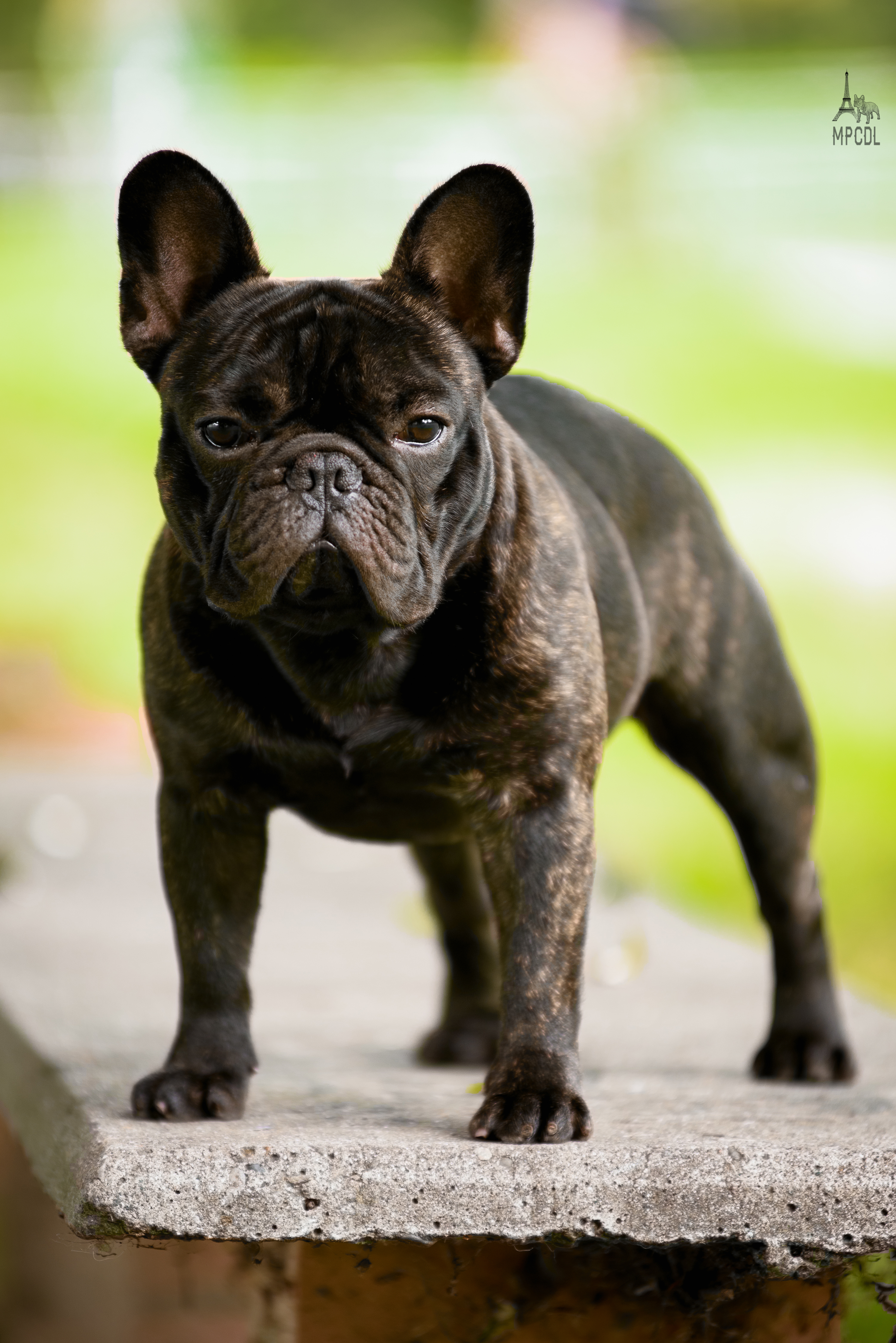
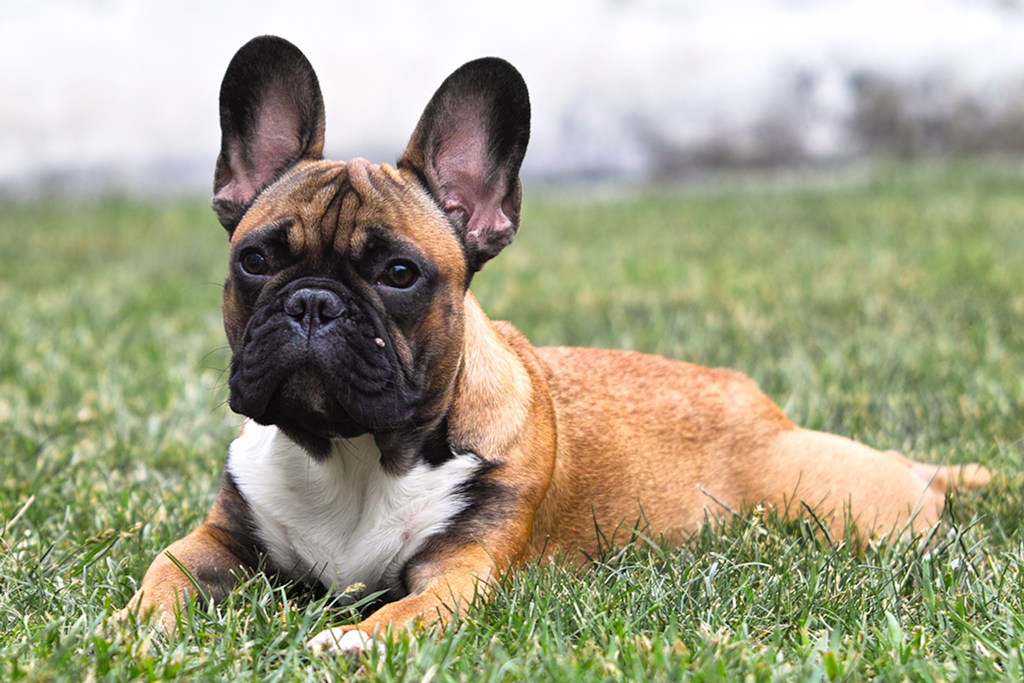
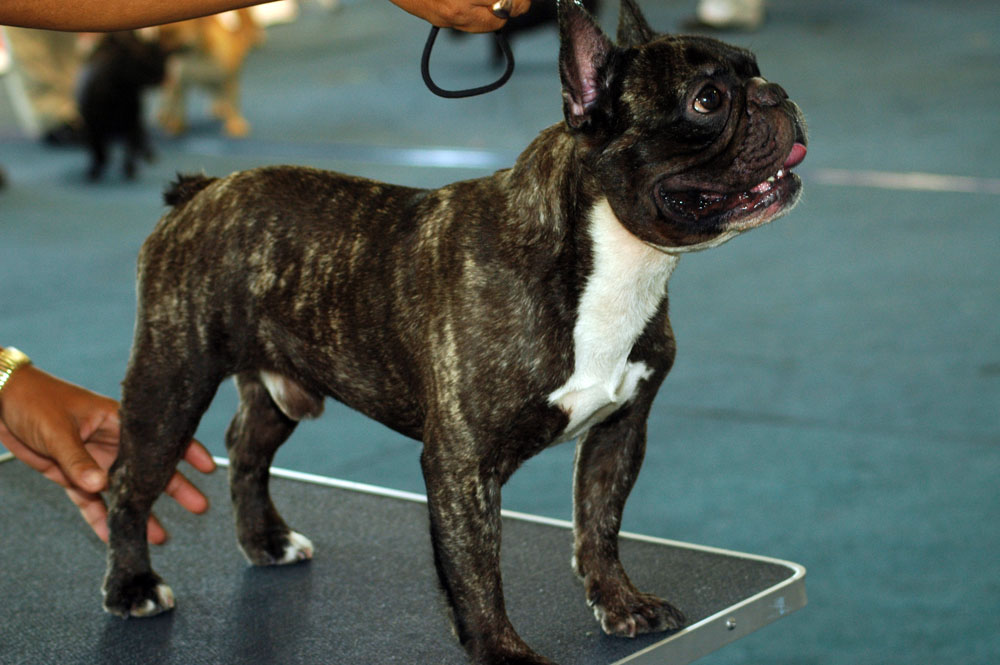
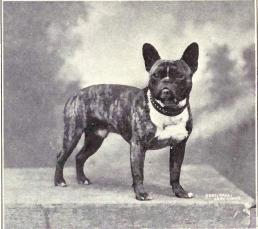
1915